# 大韓放送

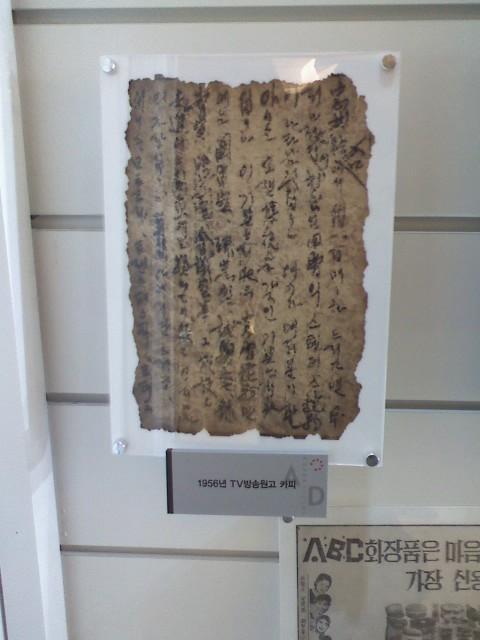
KORCAD-TVのドラマ台本(放送原稿)の一部

大韓放送株式会社（だいかんほうそう、略称：DBC。朝: 대한방송）は、大韓民国で最初に放送を開始したテレビジョン放送局。KBS第1テレビジョンの前身にあたる。

## 概説
米国RCAの現地法人であった韓国RCA（略称：KORCAD）と地元資本の合弁により、1956年5月12日に設立され韓国初となるテレビジョン放送開始。このため「KORCAD-TV」とも呼ばれた。現存する韓国最古の民間放送である釜山文化放送（1959年開局）よりも3年早い開局であったため、韓国初の民間放送でもある。
しかし、国営・公営・公共セクションに属するNHKが、民放の日本テレビを抑え、アジア初の民族系によるテレビ放送を開始し、結果的に普及の役割を担うことで発展した日本の場合とは異なり、韓国では当時の国営放送がラジオで手一杯だったことから自社で市場開拓・普及を図らざるを得ず、すぐに経営難に陥った。このため、ちょうど1年後に韓国日報が受け皿会社を設立し、「KORCAD-TV」から運営の一切を引き継いだ。この受け皿会社が表題の大韓放送である。
1959年2月2日未明に発生した原因不明の火災によって、放送機器は全て失われ、放送は中止された。大韓放送側の通報が遅れたこともあり、火災原因は電気系統の過熱によるものと推定されたが、特定までには至らなかった。この火災により自社で放送を行うことが困難となり、翌月1日にアメリカ軍と米国広報文化局（略称：USIS）の支援を受ける形で、米軍放送AFKN-TVの夜間30分枠を買う形で放送再開にこぎつけた。
その後何とか自社放送再開にこぎつけたものの、1961年5月16日、朴正煕指揮によって起こされたクーデターにより軍事独裁体制が確立されると、テレビジョン放送の全国普及と言論統制を目的とし、大韓放送は事実上の「取り潰し」の対象にされた。大韓放送は「韓国初のテレビ局」という名誉を保たれたまま10月15日に放送を終了し、ソウル特別市鍾路区貫鉄洞にあった社屋ごと国に明け渡され、同じ年の大晦日に「国営ソウルテレビジョン放送局」（現在のKBS第1テレビジョン）が新たに放送を開始した。
大韓放送を巡っては、韓国国内で「火災で社屋内の全ての放送機器を失ったが故に最終的に廃局に至った」ことに加え、「その当時におけるテレビ受信機の普及率の低さ」「主要な収入源であるテレビ広告に対する認識不足」「限られた広告市場」などの理由から、成功していなかったとする評価もある。

## 技術データ
- コールサイン：HLKZ-TV
- チャンネル：KO-9ch
- 空中線電力：100W（映像）

## 歴史
1956年5月12日
開局式実施と共に試験放送開始。世界で15か国目、アジアでは日本、タイ、フィリピンに次いで4か国目
1957年5月12日
経営難により韓国日報設立の受け皿会社「大韓放送株式会社」(DBC)が「KORCAD-TV」の全事業を引き継ぐ
1959年2月2日
未明に発生した火災で社内のあらゆる放送機器が失われ、放送中断に追い込まれる
1959年3月1日
アメリカ軍と米国広報文化局(USIS)の支援を受け、AFKN-TVの夜間30分枠を使って放送再開にこぎつける
1961年10月15日
この日を以って放送終了、国に放送に関する一切を明け渡して解散
- 大部分の職員は設備などと共に国営放送へ移り、国営ソウルテレビ局立ち上げにかかわったほか、その後さらに一部が東洋放送やMBC文化放送に移ってその立ち上げに関与した。